# ArrDee
Riley Davies (Brighton, Anglaterra; 17 de setembre de 2002), conegut professionalment com ArrDee, és un raper i compositor britànic. Va tenir èxit en aparèixer al remix de la cançó "Body" de Russ Millions i Tion Wayne, que va arribar a la primera posició en les llistes d'èxits musicals de diversos països, inclòs el Regne Unit. A continuació, va publicar el seu primer single, "Oliver Twist", que va aconseguir el número sis en la llista de singles del Regne Unit. El seu nom artístic es deriva de l'ortografia fonètica de les inicials del seu nom de naixement.

## Discografia
Com a artista principal
| Títol                       | Any  | Posicions màximes en llistes | Posicions màximes en llistes | Posicions màximes en llistes | Posicions màximes en llistes | Certificacions | Àlbum           |
| Títol                       | Any  | UK                           | AUS                          | IRE                          | SWE Calor.                   | Certificacions | Àlbum           |
| --------------------------- | ---- | ---------------------------- | ---------------------------- | ---------------------------- | ---------------------------- | -------------- | --------------- |
| "Oliver Twist"              | 2021 | 6                            | 68                           | 19                           | 11                           | - BPI: Platí   | TBA             |
| "Jiggy (Whiz)"              | 2021 | 99                           | -                            | -                            | -                            |                | TBA             |
| "Amplia'l" (amb Tion Wayne) | 2021 | 19                           | -                            | 41                           | -                            |                | Green With Envy |

Com a artista destacat
| Títol | Any  | Posicions màximes en llistes | Posicions màximes en llistes | Posicions màximes en llistes | Certificacions          | Àlbum           |
| Títol | Any  | UK                           | AUS                          | NZ                           | Certificacions          | Àlbum           |
| --- | ---- | ---------------------------- | ---------------------------- | ---------------------------- | ----------------------- | --------------- |
| "Body" (Remix) (Russ Millions i Tion Wayne amb Arrdee, E1 & ZT (3x3), Bugzy Malone, Fivio Foreign, Buni & Darkoo) | 2021 | 1                            | 1                            | 1                            | - BPI: Platí - ARIA: Or | Green With Envy |
| "Wasted" (Digga D amb Arrdee)                                                                                     | 2021 | 6                            | -                            | -                            |                         | TBA             |